# Harry Watkins
Pour les articles homonymes, voir Watkins.
Pas d'image ? Cliquez ici

a Compétitions nationales et continentales officielles uniquement.

b Matchs officiels uniquement.
Harry Watkins, né le 10 septembre 1875 à Trecastle (pays de Galles) et mort le 16 mai 1945 à Llandovery (pays de Galles), est un joueur international gallois de rugby à XV évoluant au poste d'avant pour les clubs de Llanelli RFC et du London Welsh RFC.

## Biographie
Harry Watkins dispute son premier test match avec l'équipe du pays de Galles le 6 février 1904, contre l'équipe d'Écosse. Il joue avec le pays de Galles le tournoi britannique de rugby à XV 1905 et il remporte la Triple couronne. Alors qu'il est disponible pour disputer le 16 décembre 1905 une rencontre de prestige contre les All Blacks en tournée, les sélectionneurs gallois mettent au point une tactique pour contrer devant les Néo-zélandais et ne le retiennent pas. Harry Watkins dispute son dernier test match le 13 janvier 1906, contre l'Angleterre.

## Statistiques en équipe nationale
- 6 sélections pour le pays de Galles
- 1 essai avec les Gallois, 3 points.
- Sélections par année : 2 en 1904, 3 en 1905, 1 en 1906
- Participation à trois Tournois britanniques en 1904, 1905, 1906

## Palmarès
- Vainqueur du Tournoi britannique en Tournoi britannique de rugby à XV 1905 et 1906 avec l'équipe du pays de Galles.
- Vainqueur de la Triple couronne en 1905 avec l'équipe du pays de Galles.